# 5-HT2A receptor
Sisarski  receptor je tip  receptora koji pripada serotoninskoj receptorskoj familiji G protein-spregnutih receptor (GPCR). To je glavni pobuđivački receptorski tip među GPCR receptorima serotonina (5-HT), mada  može takođe da ima inhibitorno dejstvo u pojedinim oblastima kao što je vizuelni korteks i orbitofrontalni korteks. Ovaj receptor inicijalno zadobio značaj kao meta psihedeličnih droga poput LSD. Kasnije je utvrđeno da delimično posreduje dejstvo mnogih antipsihotičkih lekova, posebno grupe atipičnih antipsihotika.
 receptor je isto tako neophodan za širenje humanog polioma virusa poznatog kao JC virus.

## Istorija
Serotoninski receptori su podeljeni u dve klase od strane Gaduma i Pikarelija nakon što je utvrđeno da neke od serotoninom indukovanih promena u crevima mogu da budu blokirane morfinom, dok se preostali mogu inhibirati dibenzilinom. Dve grupe su nazvane M i D receptori. Za  se mislilo da je receptor D grupe 5-HT receptora. U periodu pre molekularnog kloniranja, kada je vezivanje radioliganda i njegovo zamenjivanje bilo jedino oruđe, za spiperon i LSD je pokazano da obeležavaju dva različita serotoninska receptora, i da nijedan od njih ne zamenjuje morfin. Na osnovu toga su izvedena imena ,  i  receptori, koji korespondiraju visokom afinitetu za LSD, spiperon i morfin. Kasnije je pokazano da je  veoma sličan sa  tako da su grupisani u istu grupu, i  je preimenovan u . Stoga se  receptorska familija sastoji od tri zasebne molekulske grupe:  (nekada  ili D),  (nekada ) i  (nekada ).

## Distribucija
je u znatnoj meri izražen širom centralnog nervnog sistema (CNS). Posebno visoke koncentracije ovog receptora su nađene u apikalnim dendritima piramidalnih ćelija u sloju V korteksa gde moduliraju kognitivne procese, uvećavanjem glutamatnog otpuštanja nakon kompleksnog skupa interakcija sa , , adenozinskim A1, , , , i  receptorima. U malom mozgu pacova, ovaj protein je isto tako nađen u Goldžijevim ćelijama granularnog sloja, i u Purkinje ćelijama.
Na periferiji, on je visoko izražen u trombocitima, i u više ćelijskih tipova kardiovaskularnog sistema, u fibroblastima, i u neuronima perifernog nervnog sistema. Osim toga, 5-HT2A iRNK izražavanje je primećeno u humanim monocitima.

## Efekti
Fiziološki procesi posredovani ovim receptorom su:
- CNS: neuronalna ekscitacija, bihevioralni efekti, učenje, anksioznost
- glatki mišići: kontrakcija (u gastrointestinalnom traktu & bronhijama)
- vazokonstrikcija / vazodilatacija
- trombociti: agregacija
- Aktivacija  receptora sa DOI proizvodi superpotentne antiinflamatorne efekte u tkivima vezanim za kardiovaskularni sistem, kao i nekim drugim. Drugi  agonisti kao što je LSD takođe imaju potentno antiinflamatorno dejstvo protiv TNF-alfa-indukovane inflamacije.[22]

## Ligandi

### Agonisti
Aktivacija  receptora je neophodna za dejstvo „klasičnih“ psihodelika kao što su LSD, psilocin i meskalin, koji deluju kao puni ili parcijalni agonisti ovog receptora, i predstavljaju tri glavne klase  agonista, ergolina, triptamina i fenetilamina, respektivno. Veoma velika familija derivata iz ove tri klase je razvijena, i njihovi odnosi strukture i aktivnosti su ekstenzivno istraženi. Za agoniste koji deluju na  receptore locirane na apikalnim dendritima piramidalnih ćelija unutar regiona prefrontalnog korteksa se veruje da posreduje halucinogenu aktivnost.

#### Puni agonisti
- N-(2-hidroksibenzil)-2C-I i njegov 2-metoksi-analog[25]
- [26]
- .[27]

#### Parcijalni agonisti
Metisergid, koji je srodan sa metilergonovinom, se koristi za lečenje migrene. On blokira  i  receptore. Atipični antipsihotik aripiprazol je isto tako slab parcijalni agonist.

### Antagonisti
- Mada su ergot alkaloidi uglavnom nespecifični antagonisti  receptora, nekoliko ergot derivata kao što je metergolin se vezuju preferentno za članove 5-HT2 receptorske familije.
- Ketanserin, prototipski antagonist 5-HT2 receptora potentno blokira 5-2Areceptore, manje potentno blokira 5-2C receptore, i nema uticaja na 5-HT3 ili 5-HT4 receptore ili bilo koji član 5-HT1 receptorske familije.[29] Otkriće ovakvog profila ketanserina je bila prekretnica u farmakologiji 5-HT2 receptora. Mada ketanserin može da blokira 5-HT indukovanu adheziju trombocita, on ne vrši svoje antihipertenzivno dejstvo putem 5-HT2 receptora, nego je to posledica njegovog visokog afiniteta za alfa1 adrenergičke receptore. On takođe ima visok afinitet za H1 histaminergičke receptore. Jedinjenja koja su hemijski srodna sa ketanserinom kao što je ritanserin su selektivniji antagonisti  receptor sa manjim afinitetom za alfa-adrenergičke receptore. Međutim, ritanserin, poput većine drugih  antagonista, isto tako potentno inhibira  receptore.
- Nefazodon deluje putem blokiranja post-sinaptičkog serotoninskog 2A receptora i u manjoj meri inhibiranjem pre-sinaptičkog serotonin i norepinefrin (noradrenalin) preuzimanja.
- Atipični antipsihotici kao što su klozapin, olanzapin, Kvetiapin, risperidon su relativno potentni  antagonisti kao što su i neki od manje potentnih tipičnih antipsihotika starije generacije. Drugi antagonisti su MDL-100,907 (prototip još jedne nove serije  antagonista) i ciproheptadin.
- Pizotifen je neselektivni antagonist.[30]
- 2-alkil-4-arol-tetrahidro-pirimido-azepini su tip selektivnih antagonista.[31]
- i srodni derivati su još jedna familija selektivnih  antagonista.[32][33][34][35][36]
- Hidroksizin

### Inverse agonists
- - potentni i selektivni inverzni agonist , takođe  antagonist.[37][38]
- Nelotanserin - selektivni  inverzni agonist razvijen za tretman insomnije. Za APD-125 je pokazano u kliničkim ispitivanjima da je efektivan i dobro tolerisan,[39] ali je dalji razvoj zaustavljen 2008 zato što supstanca zadovoljile kriterijume ispitivanja.[40]
- Eplivanserin (Sanofi Aventis), pilula za spavanje koja je dospela do ispitivanja faze II, ali je aplikacija za odobrenje povučena. On deluje kao selektivni 5-HT2A inverzni agonist.
- Pimavanserin - selektivniji nego AC-90179, oralno aktivan, antipsihotik in vivo. On je u kliničkim ispitivanjima.[41][42][43][44]
- Volinanserin

### Primeri
| Agonisti                                             | Antagonisti                                                                                           |
| ---------------------------------------------------- | --- |
| - α-metil-5-HT - AMT - DMT - LSD - meskalin - psilocin | - ciproheptadin - ketanserin - mirtazapin - nefazodon - pizotifen - trazodon - atipični antipsihotici |

## Literatura
- Rang, H. P. (2003). Pharmacology. Edinburgh: Churchill Livingstone. ISBN 978-0-443-07145-4.
- Siegel, George J.; R. Wayne Albers (2005). Basic neurochemistry: molecular, cellular, and medical aspects. 1 (7. изд.). Academic Press. стр. 241. ISBN 978-0-12-088397-4.
- Sanders-Bush E, Mayer SE (2006). „Chapter 11: 5-Hydroxytryptamine (Serotonin): Receptor Agonists and Antagonists”.  Ур.: Brunton LL, Lazo JS, Parker K. Goodman & Gilman's the Pharmacological Basis of Therapeutics (11th изд.). New York: McGraw-Hill. ISBN 978-0-07-142280-2.

## Spoljašnje veze
- „5-HT2A”. IUPHAR Database of Receptors and Ion Channels. International Union of Basic and Clinical Pharmacology. Архивирано из оригинала 18. 11. 2016. г.
- 5-HT2A+Receptor на 